# Red Jacket
ador de lacrosse)}}
 Coordenadas : orientação de longitude inválida, deve ser "E" ou "W"

## Demografia
Segundo o censo norte-americano de 2000, a sua população era de 728 habitantes.

## Geografia
De acordo com o United States Census Bureau tem uma área de
13,5 km², dos quais 13,5 km² cobertos por terra e 0,0 km² cobertos por água.

## Localidades na vizinhança
O diagrama seguinte representa as localidades num raio de 16 km ao redor de Red Jacket.